# 샤론 쿠네타
샤론 쿠네타(Sharon Cuneta, 1966년 1월 6일 ~ )는 필리핀의 가수, 배우, 사회자이다.